# Samuel Cramer

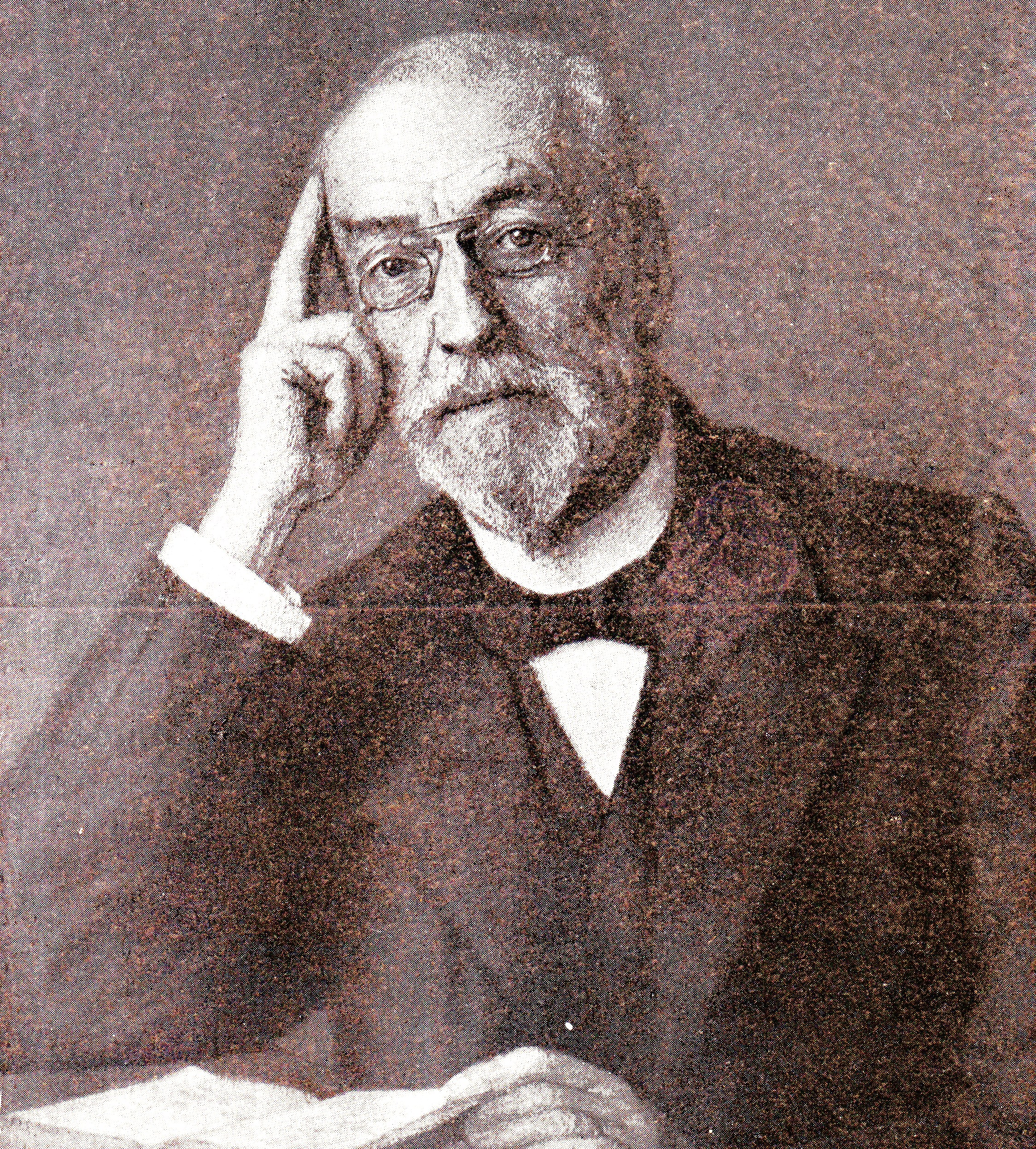
Samuel Cramer

Samuel Cramer (* 3. Juli 1842 in Middelburg; † 30. Januar 1913 in Amsterdam) war ein niederländischer Theologe.

## Leben
Samuel Cramer war ein Sohn des mennonitischen Pfarrers Alle Meenderts Cramer und seiner Gattin Elisabeth Muller, einer Tochter des niederländisch-deutschen Theologen Samuel Muller. Ab 1861 studierte er in Amsterdam Theologie und erlangte im April 1866 mit einer Arbeit über Zwingli an der Universität Utrecht die Doktorwürde. Daraufhin wirkte er als mennonitischer Pfarrer von 1866 bis 1870 in Zijldijk in der Provinz Groningen, von 1870 bis 1872 in Emden, von 1872 bis 1885 in Enschede und von 1885 bis 1890 in Zwolle. 1890 zum Theologieprofessor in Amsterdam ernannt, hielt er ab 1895 Vorlesungen über Kirchengeschichte und Exegese des Neuen Testaments an der dortigen Universität.
Während seiner Predigertätigkeit in Enschede heiratete Cramer 1875 Maria Charlotte de Clerq, die ebenfalls einer alten mennonitischen Familie entstammte. Der Ehe entsprangen eine Tochter und zwei Söhne. Nach dem Tod seiner ersten Gattin (18. März 1898) vermählte Cramer sich am 26. Juli 1900 mit Maria Abrahamina Stuart, mit der er eine glückliche zweiter Ehe verlebte.
An Kirchengeschichte war Cramer besonders interessiert. Er war ein Verfechter der modernen Richtung der Theologie, bemühte sich aber, als in Enschede während seiner dortigen Wirksamkeit 1877 Zwistigkeiten zwischen orthodox gesinnten Reformierten und Anhängern der neueren  theologischen Richtung ausbrachen, vermittelnd einzugreifen. 1886 stattete er den Mennonitengemeinden in der Pfalz, in Preußen und im russischen Teil Polens einen Besuch ab, und im gleichen Jahr entstand auf seinen Anstoß hin die Vereinigung der Mennonitengemeinden im Deutschen Reich.
Cramer veröffentlichte Beiträge in verschiedenen Zeitschriften, u. a. in der Protestantischen Kirchenzeitung für das evangelische Deutschland, sowie in der von Johann Jakob Herzog edierten Realenzyklopädie für protestantische Theologie und Kirche. In Zusammenarbeit mit dem Theologieprofessor Fredrik Pijper gab er die Bibliotheca Reformatoria Neerlandica (1903–1914) heraus, die ein Quellenwerk zur niederländischen Reformationsgeschichte darstellt.
Im Juni 1912 hielt Cramer, gesundheitlich bereits angeschlagen, seine letzte Vorlesung an der Universität und starb am 30. Januar 1913 im Alter von 70 Jahren in Amsterdam.